# 厄瓜多尔共产党 (2012年)

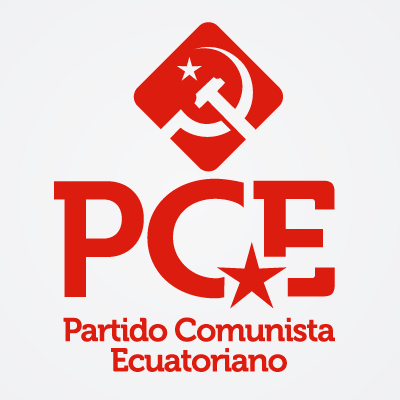
厄瓜多尔共产党标志

厄瓜多尔共产党（西班牙語：Partido Comunista Ecuatoriano，缩写为PCE）是厄瓜多尔的一个共产主义政党。该党成立于2012年，分裂自厄瓜多尔共产党（Partido Comunista del Ecuador）。该党的总书记是保罗·阿尔梅达。该党出版《红旗》和《人民力量》。该党是圣保罗论坛的成员。2014年—2018年，该党参加莱宁·莫雷诺领导的联合阵线，并在2017年厄瓜多尔大选中支持莫雷诺竞选总统。该党支持古巴。